# Stevie Richards
Michael Stephen Manna, meglio conosciuto con il ring name Stevie Richards (Filadelfia, 9 ottobre 1971), è un wrestler statunitense, noto per i suoi trascorsi nella World Wrestling Federation/Entertainment tra il 1999 e il 2008.
Nel corso della sua carriera ha vinto una volta l'NWA World Heavyweight Championship, ventuno volte il WWF Hardcore Championship e due volte l'ECW World Tag Team Championship (con Raven).
Nell'estate del 1996, quando militava nella Extreme Championship Wrestling, diede vita al Blue World Order insieme a Blue Meanie e Mike Bucci.

## Carriera

### Extreme Championship Wrestling (1992–1997)
Stevie Richards iniziò ad allenarsi sotto la guida di Mike Sharpe a Brick Township, nel New Jersey, dopo essere stato scoperto da Dan Haney nella sua World Wide Wrestling Alliance.
Il 25 febbraio 1992, Richards fece un match nel primo show della Extreme Championship Wrestling, che finì in No Contest dopo 20 minuti contro Jimmy Jannetty.
Nel 1994, Richards adottò una gimmick simile a quella di Raven in WCW e in WWF, lottando come Johnny Polo. Dopo aver perso contro Tommy Dreamer, annunciò la sua alleanza con Raven il 7 gennaio 1995, e i due conquisteranno per due volte gli ECW World Tag Team Championship.
Richards entrò poi a far parte dei Blue World Order (bWo), una parodia dei New World Order, ed ebbe una faida contro alcuni wrestler della World Wrestling Federation partecipando al suo unico PPV in ECW, Barely Regal, prendendo parte ad un Triple Threat Match insieme a Terry Funk e The Sandman per decretare il primo sfidante all'ECW World Heavyweight Championship, perdendo l'incontro. Sconfisse poi Little Guido. Nel 1997, lasciò la ECW.

### World Championship Wrestling (1997)
Nel maggio 1997, dopo aver inizialmente annunciato il suo ritiro in seguito ad un infortunio al collo, firmò un contratto per la World Championship Wrestling, lottando nella stable di Raven, The Flock, ma fallì i test fisici e fu costretto a lasciare la federazione nel dicembre dello stesso anno. In questo periodo, sconfisse Scotty Riggs, Lenny Lane e Damian, salvo perdere contro Randy Savage, Diamond Dallas Page e Raven a Clash of the Champions XXXV.

### World Wrestling Federation/Entertainment (1999–2008)
Nel 1999, Richards passò alla World Wrestling Federation a tempo pieno, debuttando il 15 agosto 1999 a Heat, aiutando il suo vecchio partner della bWo, The Blue Meanie, a vincere il suo match contro Al Snow. I due formarono un Tag Team che ebbe però una durata breve, poiché Richards assunse la gimmick di un imitatore. Di li in poi cominciò a travestirsi, imitando gli APA, i Dudley Boyz, Gangrel, Edge e Christian, Test, Chyna e Chris Jericho, prima di infortunarsi alla caviglia.
Tornò a combattere a Jakked e a Metal, dove incassò più sconfitte che vittorie, anche se arrivò ad ottenere un match valido per il WWF Light Heavyweight Championship, contro Dean Malenko e Scotty 2 Hotty, ma non riuscì a vincere il titolo.
Richards fece il suo ritorno a Raw il 26 giugno 2000, con un nuovo look e gimmick, con i capelli corti. Ormai heel, formò una stable chiamata Right to Censor, reclutando The Godfather, Bull Buchanan, Ivory e Val Venis. Godfather e Buchanan conquistarono anche i titoli di coppia. I Right to Censor ebbero comunque una breve vita e una rivalità con Chyna ed Eddie Guerrero.
Una volta sciolta la stable, Richards passò al roster di SmackDown, attaccando The Undertaker e incolpandolo dello scioglimento della sua stable. Durante il suo match contro il becchino, intervennero i KroniK, che annunciarono la loro nuova alleanza con Richards, che diventò così membro della "The Alliance", stable della World Championship Wrestling. Fece da manager ai KroniK in un match contro Kane e The Undertaker, nel quale i KroniK persero e vennero licenziati.
Dopo ciò, Richards iniziò ad apparire prevalentemente a Velocity, anche se partecipò a Survivor Series 2001, dove il Team Alliance perse contro il Team WWF. Dopo il match, venne licenziato da Vince McMahon, anche se Ric Flair lo salvò, reintegrandolo a Raw. Qui, assunse la gimmick di un instabile mentale e conquistò per 21 volte il WWE Hardcore Championship, conquistandolo varie volte nella stessa sera o a distanza di pochi giorni contro wrestler come Bubba Ray Dudley, Booker T, Crash Holly, Shawn Stasiak, Justin Credible, Bradshaw, Terri e Tommy Dreamer.
Richards formò poi una alleanza con Victoria verso la fine del 2002, aiutandola a mantenere il WWE Women's Championship, proclamandosi il nuovo General Manager di Heat, una carica che non esisteva neanche dato che lo show aveva come general manager quello di Raw. Victoria effettuò poi un Turn Face e i due si separano. Nell'agosto 2004, Richards iniziò ad apparire come "The Mystery Woman" aiutando Victoria contro Tyson Tomko e Trish Stratus. Richards affrontò poi Tomko, perdendo il match. Perse poi tanti incontri, fino a sconfiggere René Duprée il 3 dicembre 2006 a Heat.
Richards venne gravemente infortunato da Chris Masters durante il suo debutto nel febbraio 2005, rompendosi il naso. Dopo essersi ripreso, sfidò nuovamente Masters, ma venne sconfitto.
Richards apparve poi all'evento di riunione della ECW, One Night Stand 2005, riunendosi ai suoi vecchi compagni della bWo Nova e The Blue Meanie e attaccando The Sandman. Passò poi a SmackDown il 30 giugno 2005 insieme a tutta la bWo, e a The Great American Bash persero contro i Mexicools in un 6-man tag team match.
Apparve poi prevalentemente a Velocity, perdendo contro Hardcore Holly e Booker T. Scomparve dalle scene per 6 mesi, salvo ritornare ad Heat nel corso di una battle royal a 18 uomini.
Poco dopo l'apertura della ECW, Richards passò da SmackDown al nuovo roster, partecipando a "WWE vs ECW Head to Head" il 7 giugno 2006, tradendo gli ECW Originals e unendosi alle nuove Superstars. Effettuando un Turn Heel, sconfisse Balls Mahoney il 5 settembre 2006, grazie anche all'interferenza di Kevin Thorn, che aveva una rivalità con Mahoney.
Dopo aver lottato un Dark Match a December to Dismember, dove sconfisse René Duprée, ritornò in ECW nel settembre 2006, unendosi al New Breed con Test, Hardcore Holly e Mike Knox e nel febbraio 2007 perse contro CM Punk.
Successivamente, perse altre tre volte contro CM Punk. A metà del 2007, effettuò un Turn Face, facendo coppia con Tommy Dreamer contro i New Breed, sostituendo Sandman che era passato a Raw.
Il 24 luglio, Richards sconfisse Kevin Thorn rovesciando una crucifix powerbomb in un backslide pin. Questa fu la prima vittoria televisiva di Richards dal dicembre 2006. Nel rematch della settimana seguente, batté Thorn ancora una volta. Il 14 agosto, dopo essere stato attaccato nel backstage, il match venne vinto da Richards poiché l'arbitro rovesciò il verdetto per eccessiva violenza di Thorn dopo il match. Facendo coppia con Dreamer, venne sconfitto da Thorn e Elijah Burke, mentre la settimana dopo fece coppia con CM Punk riuscendo a batterli.
Richards venne poi eliminato dalla Elimination Chase per l'ECW Championship il 18 settembre. Subì poi un'operazione alla gola che lo tenne fuori dalle scene fino al febbraio 2008, dove sconfisse due jobbers e Mike Knox. Nelle settimane a seguire, partecipò alla Battle Royal di WrestleMania 24, non riuscendo a vincere. Dopo aver perso contro Shelton Benjamin, The Great Khali e Mike Knox, prese parte al 14 on 2 Handicap Match insieme ad altri wrestlers ECW contro Triple H e Mr. Kennedy.
Nel draft 2008, passò a SmackDown, ma perse tutti e tre i match combattuti nello show blu, contro Vladimir Kozlov e Brian Kendrick. Venne rilasciato nel settembre 2008.

### Maryland Championship Wrestling (2008–2009)
Tornato nei circuiti indipendenti, dopo essersi curato da un'infezione, combatté nella Maryland Championship Wrestling. Vinse l'NWA Force One Heavyweight Title a Barnegat battendo Danny Doring. Vinse anche lo Showcase Heavyweight Championship.

### Total Nonstop Action (2009–2011)
Il 12 febbraio 2009, a Impact, Manna fece il suo debutto nella TNA come terapista di Abyss, il Dr. Stevie. A Lockdown, interfì nel match fra Abyss e Matt Morgan, impedendo ad Abyss di usare una sedia che lo avrebbe fatto squalificare. A Sacrifice, Abyss tradì Stevie attaccandolo con una Chokeslam. Il 28 maggio, Stevie si riunì a Raven e Daffney in una rivalità contro Abyss, che però verrà vinta da quest'ultimo, quando a Victory Road batté Richards.
Stevie apparve poi a Xplosion, lo show secondario, vincendo il suo primo match contro Cody Deaner, usando la sua nuova mossa finale, la General Anesthesia. Il 1º settembre, riuscì anche a battere Jay Lethal. Poi ebbe una breve rivalità con Kevin Nash, ma tutti i match fatti tra i due furono vinti dal secondo.
L'8 ottobre, Mick Foley annunciò che Richards avrebbe fatto da arbitro speciale nel Monster's Ball Match fra Foley e Abyss a Bound for Glory. Nel match, Abyss attaccò Daffney, Stevie e Foley con una tavola spinata, contando lo schienamento con la sua mano, dato che Stevie era stato messo K.O. Due settimane dopo, Stevie attaccò Abyss dopo un match contro quest'ultimo ma intervenne Foley che effettua un Turn attaccando Stevie. La settimana seguente, Mick Foley disse di aver manipolato il Dr. Stevie solo per testare le abilità di Abyss e che Stevie avrebbe salvo il posto di lavoro solo riuscendo a sconfiggere lo stesso Abyss. Il match venne vinto da Stevie, che mantenne così il suo lavoro grazie all'interferenza di Raven. A Final Resolution, Abyss e Foley sconfissero Stevie e Raven in un "Foley's Funhouse" tag team match, ponendo fine alla rivalità.
Dopo mesi di inattività, ritornò come Stevie Richards il 24 giugno a Impact, riunendosi a Raven e Tommy Dreamer. La settimana seguente insieme a Rhino, Brother Devon, Pat Kenney e Allen Sarven, si alleò con il campione del mondo Rob Van Dam, attaccando Abyss nel backstage, effettuando un Turn Face.
La settimana seguente, Dixie Carter accettò di dare a tutti un PPV di riunione per la ECW, Hardcore Justice, dove Richards sconfisse PJ Polaco. I wrestlers della ECW formarono poi una stable, la EV 2.0, che iniziò una rivalità con la Fortune di Ric Flair, formata da Matt Morgan, Doug Williams, James Storm, Robert Roode, Frankie Kazarian e AJ Styles. Richards riuscì anche in questo periodo a sconfiggere Abyss . Dopo il match, Abyss attaccò Richards, ma egli venne salvato dal nuovo membro della EV 2.0, ovvero Brian Kendrick.
A Bound for Glory, Richards, Dreamer, Raven, Rhino e Sabu sconfissero Styles, Kazarian, Morgan, Roode e Storm in un Lethal Lockdown match mentre a Turning Point, la EV 2.0 sfidò la Fortune in un 10-man tag team match, dove la EV 2.0 mise in palio il suo posto di lavoro nella federazione, ma persero, Sabu venne licenziato. Tentò di conquistare il TNA Television Championship, ma perse contro il campione AJ Styles. Dopo un infortunio, combatté principalmente a Xplosion dove batté Okada.
L'11 gennaio 2011 lasciò la TNA

### Circuito indipendente (2011–presente)
Il 28 maggio 2011, Richards debuttò nella Lucha Libre USA come ring announcer. Il 18 giugno, effettuò un Turn Heel, aiutando AJ Brewer a vincere il Lucha Libre USA Championship, unendosi alla stable anti-messicani, The Right. Il 30 luglio, grazie all'aiuto di Petey Williams, sconfisse Rocky Romero.
Nel 2012, debuttò nella Extreme Rising, una promozione ispirata alla vecchia ECW. Qui vinse l'Extreme Rising World Championship vincendo il torneo per l'assegnazione del titolo, battendo Papadon, Luke Hawx e Rhino nella finale. Vinse anche l'ACPW Heavyweight Championship nella American Championship Pro Wrestling (ACPW), sconfiggendo Aramis.
Nel 2013, Steven sfidò Rico Casanova per il DWE Heavyweight Championship nella Southern Championship Wrestling, ma il match finì in No Contest a causa di interferenze esterne.

## Personaggio

### Mosse finali
- Stevie T (Snap DDT)
- General Anesthesia (Cobra Clutch)
- Steve Kick (Super Kick)

### Soprannomi
- "Dancin"
- "Stevie Night Heat"

### Musiche d'ingresso
- Nitro degli Offspring (ECW)
- Come Out And Play degli Offspring (ECW)
- Dead and Bloated degli Stone Temple Pilots (ECW)
- BWO Theme degli Swamp Candles
- Censored di Jim Johnston (WWF)
- Tuff Stuff from Extreme Music Library (WWE)
- You'll See di Jim Johnston (WWE)
- Paging Dr. Stevie di Dale Oliver (TNA)

## Titoli e riconoscimenti
- Allied Powers Wrestling Federation
  - APWF Heavyweight Championship (1)
- Heartland Wrestling Association
  - HWA Heavyweight Championship (1)
- Liberty All-Star Wrestling
  - LAW Heavyweight Championship (1)
- Maryland Championship Wrestling
  - MCW Tag Team Championship (1) – con Earl Joshi
- Mid-Eastern Wrestling Federation
  - MEWF Heavyweight Championship (1)
- National Wrestling Alliance
  - NWA World Heavyweight Championship (1)
  - NWA National Heavyweight Championship (1)
  - NWA World Light Heavyweight Championship (1)
  - NWA 2000 Heavyweight Championship (1)
- Showcase Championship Wrestling
  - SCW Heavyweight Champion (1)
- Steel City Wrestling
  - SCW Tag Team Championship (3) – con Rahul Kay, con Blue Meanie e con Frank Stalletto
- Top Rope Promotions
  - TRP Heavyweight Championship (1)
- Extreme Rising
  - ER World Heavyweight Championship (1)
- Pro Wrestling Illustrated
  - 93º tra i 500 migliori wrestler singoli nella PWI 500 (2002)
- Extreme Championship Wrestling
  - ECW World Tag Team Championship (2) – con Raven
- World Wrestling Federation/Entertainment
  - WWE Hardcore Championship (21)